# سرطان إحليلي
 السرطان الإحليلي أو سرطان الإحليل (بالإنجليزية: Urethral cancer)هو السرطان الذي ينشأ في الإحليل. يعتبر نشوء السرطان في هذا الموقع نادر جداً، والنوع الأكثر شيوعًا هو سرطانة الخلايا الانتقالية الحليمية.

## العلامات والأعراض
في المراحل المبكرة قد لا يكون هناك العديد من الأعراض. مع نمو السرطان، قد يلاحظ بعض المرضى نمو كتلة في الإحليل. تشمل الأعراض الأخرى التي قد تكون ناجمة عن سرطان الإحليل ما يلي: نزيف الدم في البول، أو تدفق ضعيف أو متقطع للبول، يحدث التبول في كثير من الأحيان، التبول المؤلم، عدم القدرة على التبول، تقطر أثناء التبول، كتلة أو سمك في العجان أو القضيب، التفريغ  من الإحليل أو تضخم العقد الليمفاوية أو ألم في المغبن أو منطقة المهبل.

## عوامل الخطر
عامل الخطر هو أي شيء قد يزيد من احتمالية الإصابة بالمرض. السبب الدقيق للسرطان الإحليلي غير معروف بعد، ولكن هناك بعض العوامل التي قد تجعل الشخص أكثر عرضة للإصابة بالسرطان. عوامل الخطر الطبية الرئيسية هي الإصابة بسرطان المثانة أو الإصابة بحالات تسبب التهابًا مزمنًا في الإحليل. الأشخاص الذين تزيد أعمارهم عن 60 عامًا والنساء البيض لديهم أعلى المخاطر. تشمل العوامل الأخرى ما يلي:
- تهيج أو التهاب طويل الأمد (مزمن) في المسالك البوليةبسبب التهابات المسالك البولية المتكررة (UTIs) أو الأمراض المنقولة جنسياً (STIs).
- أمراض معينة، مثل الرتج الإحليلي أو ورم الإحليل (urethral carucle)عند النساء وتضيق الإحليل لدى الرجال.
- عدوى فيروس الورم الحليمي البشري(HPV) أو تاريخ الأمراض الأخرى المنقولة جنسياً.

قد يستمر سرطان الإحليل في التطور، حتى إذا كان المصاب قد أجرى عملية استئصال المثانة (بسبب سرطان المثانة). تعد الفحوصات الروتينية مع الطبيب مفتاحًا للبقاء بصحة جيدة. إذا تم العثور على خلايا سرطانية، فقد يكون هناك حاجة إلى إزالة جزء من الإحليلأو كامل الإحليل.

## التشخيص
يتم التشخيص عن طريق أخذ خزعة من الإحليل. تشمل أنواع سرطان الإحليل سرطان الخلايا الانتقالية وسرطان الخلايا الحرشفية والسرطان الغدي وسرطان الميلانيني. يمكن استخدام تقنية تنظير المثانة أيضاً من أجل التشخيص.

## العلاج
تتوفر أنواع مختلفة من العلاجات لمرضى سرطان الإحليل.  بعض العلاجات تعتبر قياسية (العلاج المستخدم حاليًا)، وبعضها يتم اختباره في التجارب السريرية. التجربة السريرية للعلاج هي دراسة بحثية تهدف إلى المساعدة في تحسين العلاجات الحالية أو الحصول على معلومات حول العلاجات الجديدة لمرضى السرطان. عندما تظهر التجارب السريرية أن العلاج الجديد أفضل من العلاج القياسي، فقد يصبح العلاج الجديد هو العلاج القياسي. قد يرغب المرضى في التفكير في المشاركة في تجربة سريرية  بعض التجارب السريرية مفتوحة فقط للمرضى الذين لم يبدأوا العلاج.
الجراحة هي العلاج الأكثر شيوعًا لسرطان الإحليل. يمكن إجراء أحد أنواع الجراحة التالية: الاستئصال المفتوح، جراحة الليزر، استئصال المثانة والبروستاتة، أو جراحة بتر القضيب غير المكتملة أو الأساسية. كما تم استخدام العلاج الإشعاعي في بعض الحالات.
يستخدم العلاج الكيميائي أيضاً في بعض الأحيان لتدمير خلايا سرطان الإحليل. العلاج الكيمائي هو علاج نظامي لسرطان الإحليل، حيث أنه  يدمر خلايا سرطان الإحليل في جميع أنحاء الجسم)، يتم إعطاؤه عن طريق الفم أو الوريد. غالبًا ما يتم استخدام الأدوية معًا لتدمير سرطان الإحليل الذي ينتشر. تشمل العقاقير شائعة الاستخدام سيسبلاتين، فينكريستين، وميثوتريكسات.[بحاجة لمصدر]
تشمل الآثار الجانبية فقر الدم (الذي يسبب الإرهاق والضعف) والغثيان والقيء وفقدان الشهية وفقدان الشعر وتقرحات الفم وزيادة خطر الإصابة بالعدوى وضيق التنفس أو النزيف والكدمات المفرطة.